# 1925 en Saskatchewan
Chronologie de la Saskatchewan
- 1921
- 1922
- 1923
- 1924
- 1925
- 1926
- 1927
- 1928
- 1929

Cette page concerne des événements d'actualité qui se sont produits durant l'année 1925 dans la province canadienne de la Saskatchewan.

## Politique
- Premier ministre : Charles Avery Dunning
- Chef de l'opposition :
- Lieutenant-gouverneur : Henri William Newlands
- Législature :

## Événements
- 2 juin : élection générale saskatchewanaise. Charles Avery Dunning (libéral) est réélu Premier ministre de la Saskatchewan.

## Naissances
- 26 janvier : Victor « Vic » Ivan Lynn (né à Saskatoon et mort le dans cette même ville le 6 décembre 2010) est un joueur professionnel canadien de hockey sur glace devenu entraîneur[1].
- 22 octobre : Hugh Roy Currie (né à Saskatoon et mort le 21 novembre 2017 à Wetaskiwin)[2], joueur professionnel canadien de hockey sur glace[3].